# Konstantina Koliou

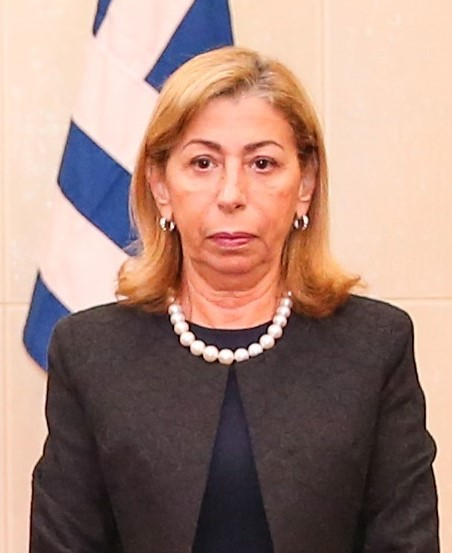
Konstantina Koliou (2019)

Konstantina Koliou (griechisch Κωνσταντίνα Κολιού) ist eine Diplomatin aus Griechenland. Sie ist außerordentliche und bevollmächtigte Botschafterin ihres Heimatlandes in Singapur, Osttimor und Brunei.

## Werdegang

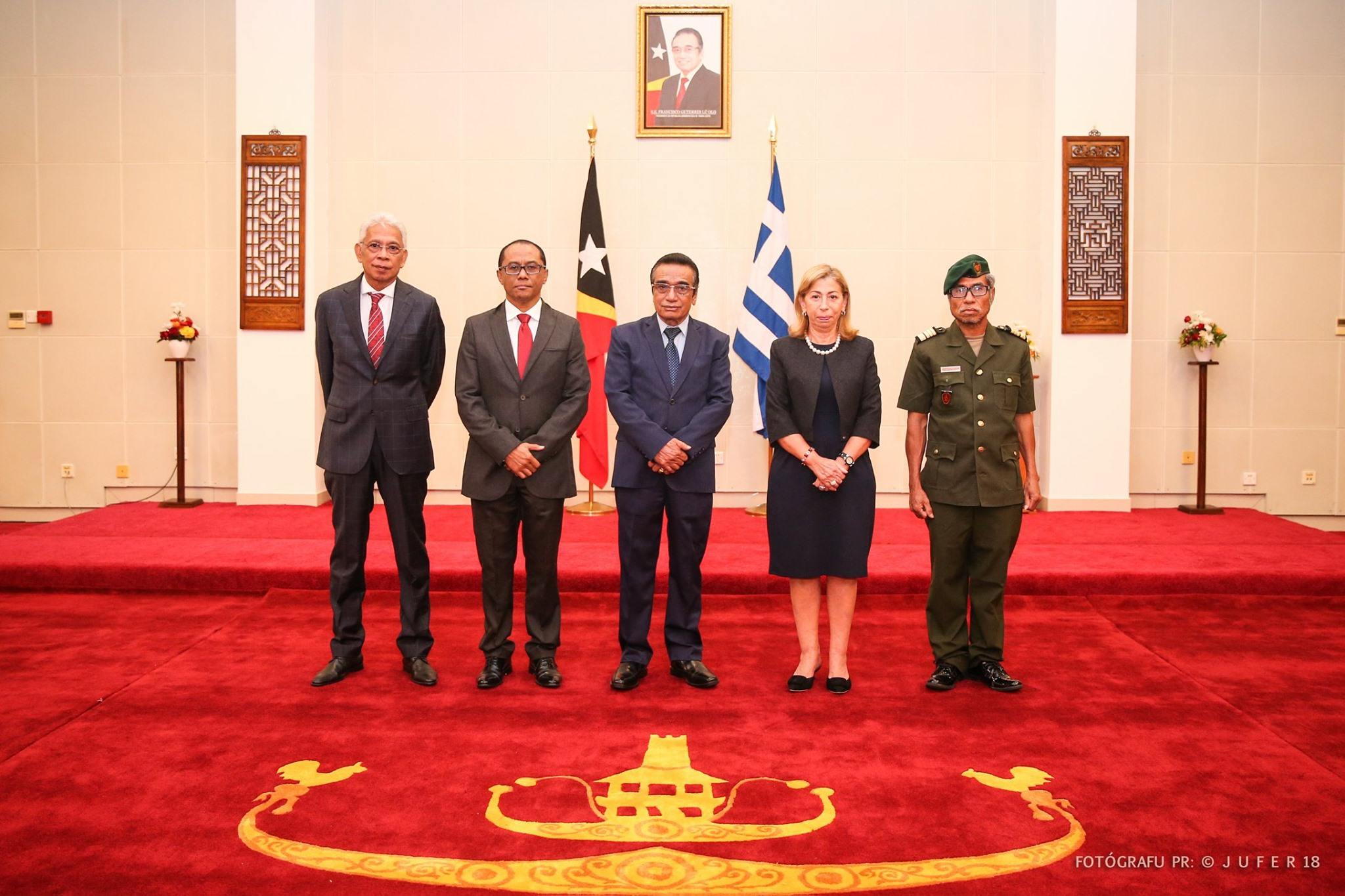
Konstantina Koliou bei der Übergabe ihrer Akkreditierung in Osttimor bei Präsident Francisco Guterres (2019)

Von 1975 bis 1979 war Koliou an der Nationalen und Kapodistrias-Universität Athen, wo sie einen Bachelor of Laws für Politikwissenschaften und Regierungsangelegenheiten erhielt. 1983 begann Koliou für das griechische Außenministerium in der Abteilung für Wirtschaftsbeziehungen mit den westeuropäischen Ländern zu arbeiten. 1986 wechselte sie in die Abteilung Wirtschaftsbeziehungen zum Balkan, Zentral- und Osteuropa und der Sowjetunion. 1990 wurde Koliou stellvertretende ständige Vertreterin Griechenlands bei der Ernährungs- und Landwirtschaftsorganisation der Vereinten Nationen (FAO), dem Internationalen Fonds für landwirtschaftliche Entwicklung (IFAD) und dem Welternährungsprogramm der Vereinten Nationen (WFP) in Rom (Italien). Als Generalkonsulin Griechenlands ging sie dann 1995 nach Rio de Janeiro (Brasilien), bevor Koliou 2000 in das Außenministerium in Athen zurückkehrte, als Direktorin des diplomatischen Kabinetts des Generalsekretärs für Griechen im Ausland. 2001 wurde Koliou Chefin des Bereiche Vereinte Nationen in der Abteilung Internationale Organisationen. 2003 folgte die Ernennung zur stellvertretenden Chefin der Mission in der griechischen Botschaft in Peking (Volksrepublik China).
Im August 2005 wurde Koliou zum Internationalen Sekretariat der NATO in Brüssel (Belgien) als leitende Beamtin abgestellt, für die Abteilung Planung Verteidigungspolitik. Von August 2007 bis Januar 2012 war sie Generalkonsulin Griechenlands in Hongkong und von Januar 2012 bis Februar 2015 griechische Botschafterin für die Philippinen. Nach einer weiteren Dienstzeit im Außenministerium in Athen als Generaldirektorin für Personal, Verwaltungsorganisation und Finanzadministration wurde Koliou zur griechischen Botschafterin in Singapur ernannt, mit Zweitakkreditierung für Osttimor und Brunei. Ihre Akkreditierung für Singapur übergab sie am 29. März 2018 an Staatspräsident Halimah Yacob. Am 30. April 2019 folgte in Bandar Seri Begawan die Übergabe der Akkreditierung für Brunei an Sultan Hassanal Bolkiah. Schließlich überreichte Koliou ihre Akkreditierung für Osttimor an Staatspräsident Francisco Guterres im Präsidentenpalast Osttimors in Dili. Am 30. Oktober 2020 übernahm von Koliou das Amt des Botschafters in Singapur Georgios Dogoritis.

## Sonstiges
Koliou ist seit 2012 Großkommandeur des Phönix-Ordens. Sie spricht sechs Sprachen fließend.